# Kostel svatého Jakuba Většího (Dalečín)
Kostel svatého Jakuba Většího stojí na kopečku nad obcí Dalečín. Původně gotický kostel sv. Jakuba Většího je poprvé připomínán v roce 1358. Kostel, který byl v letech 1742–1746 barokně přestavěn, je chráněn jako kulturní památka České republiky.

## Interiér
V kostele, v přízemí věže, se zachovaly zbytky nástěnných a nástropních maleb ze sklonku 14. století. V roce 1940 byly renovovány, zachovalá je především freska sv. Kryštofa. Ostatní představují výjevy z Kristova života od Zvěstování a Narození až po Poslední večeři a meditaci na hoře Olivetské. Nápis z roku 1588 nad bývalým vchodem byl zabílen v roce 1976. Největší zvon na věži, zvaný Jakub, odlil roku 1561 zvonař Adam z Velkého Meziříčí (nápis: tento swon gest dielal Adam swonarz z Mezreczi ke cti a chwale panu Bohu a k swolani k slovu Bozimu). Ještě starší zvon má už nápis nečitelný, nejmladší zvon je z 18. století. Kolem kostela je hřbitov s řadou zachovalých železných křížů.
Z 2. poloviny 13. století, tedy z doby založení kostela, se zachoval presbytář v podvěží kostela a boční zdi bývalé kostelní lodi (presbytáře nynějšího kostela). Presbytář (rozměry – 4,7 x 4,5 m) je přímo uzavřený, klenutý valenou klenbou. Loď téměř čtvercového půdorysu (7,5 x 7,2 m) má zazděný lomený jižní vchod, nad vchodem se nacházejí dvě zazděná okna s široce rozevřenými špaletami.
Nad bývalým presbytářem byla při přestavbě postavena věž s oblými nárožími a cibulovitou střechou, s válcovým schodištěm. Stará loď byla změněna v presbytář, přistavěna nová loď se západním a jižním vchodem s předsíní. Z ní bylo zřízeno schodiště na nový zděný kůr, jenž nahradil původní dřevěný.
Dnešní klasicistní podoba kostela pochází z roku 1805. V letech 1940–1941 došlo k postavení nové sakristie. Ve starém presbytáři byly obnoveny středověké malby a místo bylo celkově upraveno tak, aby mohlo být přístupné. Ke kostelu dnes vede 102 schodů, které lemuje Křížová cesta v podobě dřevěných sloupků s křížkem a s obrázkem.